# Midway (Ohio)
Midway is een plaats (village) in de Amerikaanse staat Ohio, en valt bestuurlijk gezien onder Madison County.

## Demografie
Bij de volkstelling in 2000 werd het aantal inwoners vastgesteld op 274.
In 2006 is het aantal inwoners door het United States Census Bureau geschat op 263, een daling van 11 (-4,0%).

## Geografie
Volgens het United States Census Bureau beslaat de plaats een oppervlakte van
0,7 km², geheel bestaande uit land. Midway ligt op ongeveer 309 m boven zeeniveau.

## Plaatsen in de nabije omgeving
De onderstaande figuur toont nabijgelegen plaatsen in een straal van 20 km rond Midway.